# 拉辛维耶尔纳斯
拉辛维耶尔纳斯，是西班牙卡斯蒂利亚-拉曼恰瓜达拉哈拉省的一个市镇。总面积34平方公里，总人口87人（2001年），人口密度3人/平方公里。